# María Jimena Pereyra
María Jimena Pereyra Castaño (La Plata, 20 de noviembre de 1976) es una cantante y presentadora de televisión argentina nacionalizada chilena. Tras desarrollar un incipiente carrera artística en su país natal, alcanzó notoriedad masiva en Chile como participante del programa de talentos juvenil Rojo Fama Contrafama, consagrándose como una de sus integrantes más emblemáticas. Desde entonces ha desarrollado una exitosa carrera musical, a la vez en televisión destacándose en la animación de Corre Video de TVN y Conecta2 de TV Chile. 

## Biografía

### Infancia en Argentina
María Jimena nació en La Plata, pero su infancia la vivió en el pueblo de Magdalena junto a su familia.
Desde los 3 años de edad que cantaba canciones que en tiempos de su infancia sonaban, pero no fue hasta los 11 años en que ella y su familia consideraron que tenía talento, y que debían buscar una oportunidad para tratar de sacar algún provecho de eso. La niña asistió a un casting, apoyada por su familia y también por el reconocido compositor argentino Héctor Sotelo, quien ha trabajado con artistas como Valeria Lynch, y así consigue la oportunidad de grabar su primer álbum de estudio en 1990 titulado Voy al frente, con tan sólo 13 años de edad, distribuido por la compañía CBS. Por el reconocimiento de su primer trabajo le ofrecen interpretar el tema para una telenovela llamada Abigail, y ella aceptó.
A los 16 años graba su segundo disco Confidencia, pero el álbum no cumplió las expectativas que el sello buscaba, lo que a María Jímena le hizo tomar una decisión trascendental y decide dejar su sello discográfico. A los 17 años debuta como actriz participando en la telenovela argentina Chances.

### Emigración e inicio de carrera artística
En agosto de 2001, toma una gran decisión de radicarse en Chile y buscar oportunidades. En septiembre de 2002 participa en un casting para el programa Rojo Fama Contrafama junto a varios cantantes.Queda seleccionada dentro de los 12 cantantes que conformarían la primera generación de ese programa. Ya iniciada su emisión, su potente voz y su llamativo look (cabello corto tenido de rubio) la posicionaron rápidamente como una de las favoritas del público.
El 7 de febrero de 2003, la cantante ganó el concurso derrotando a su rival y amigo Leandro Martínez, y se consolidó como la primera cantante que ganó Rojo,  obteniendo como premio la grabación de un disco. Firmó con el sello Warner Music Group en Chile y al tiempo después fue lanzado el álbum Dedicado, su primer trabajo lanzado en dicho país, que al poco tiempo se convirtió en doble disco de platino.
Paralelamente al éxito de su primer álbum en Chile, ganó el subconcurso Símbolo Rojo, donde los cantantes y bailarines finalistas de la primera generación (ya integrantes del Clan Rojo) participaban en pruebas que los desafiaban en estilos musicales y en conocimiento.  Decidió radicarse definitivamente en dicho país, invitando también a sus padres para que vivieran más cerca.A fines de ese año, por su condición de finalista, participa en el Gran Rojo junto con los finalistas del resto de generaciones. A pesar de un difícil inicio donde incluso fue enviada a capilla de eliminación, causando revuelo entre la opinión pública,  se pudo reponer alcanzando la final de la temporada y obteniendo el tercer lugar, permaneciendo en el programa como parte del Clan Rojo. 
En 2004, la cantante lanzó su segundo álbum en Chile, titulado Esa luz, bajo la producción de Gonzalo Yáñez, y las manos del ingeniero y productor Mariano Pavez. Al poco tiempo de lanzado, el álbum se convirtió en éxito de ventas y sus sencillos promocionales «El precio que tiene el amor», «Tal como soy» y «Si no estás aquí» fueron tres de las canciones más tocadas en las radios chilenas dentro de 2004, según la Sociedad Chilena del Derecho de Autor (SCD).
En 2005, la cantante recibió el premio a la Mejor Intérprete Femenina, otorgado por la Asociación de Periodistas de Espectáculos (APES) y también un importante reconocimiento público del Ministerio de Educación (MINEDUC) por su promocional del sencillo «Si no estás aquí», realizado con la lengua de señas que utilizan las personas sordas. Ese mismo año, Pereyra debutó en otra faceta artística, esta vez como animadora de televisión y rostro de uno de los canales más importantes de Chile, TVN, en el programa de entretención Corre video, junto a Martín Cárcamo y la cubana Mey Santamaría. Aunque 2005 fue un buen año en el aspecto laboral por la consolidación y reconocimiento de su trabajo, la cantante sufrió una gran pérdida con el fallecimiento de su padre Eduardo Pereyra, lo que la alejó un tiempo del mundo del espectáculo.
Ya algo recuperada, en 2006 María Jimena lanzó su tercer álbum, María Jimena... y más,  bajo su nuevo sello Feria Music, y la ayuda de TVN. El tema del disco «No quiero verte así» –originalmente de Alejandro de Rosas- fue el primer sencillo promocional. También participó en la segunda temporada de su programa Corre video y actuó en la comedia musical Rojo, la película, basada en Rojo Fama Contrafama.

### Nuevos desafíos
A finales de 2006, motivada por nuevos desafíos, abandonó Rojo fama contrafama. Fueron meses llenos de incertidumbre hasta que llegó la oferta de Canal 13 para participar en febrero durante el Festival de la Canción de Viña del Mar en una sección del programa Alfombra roja, comentando los números musicales que se presentaban en el show. Su participación como comentarista fue bien recibida por el canal y así crearon una sección para ella dentro del programa, comentando semanalmente todo lo relativo a las nuevas tendencias musicales.
A mediados de 2007, fue invitada a participar en el programa Cantando por un sueño del mismo canal, como maestra de canto de un personaje y un aficionado. También fue invitada al programa Vértigo donde obtuvo el primer lugar gracias al apoyo del público.
A finales de agosto de 2007, TVN lanzó un "CD+DVD" con lo mejor de María Jimena, llamado Mi vida en canciones.
Durante tres meses fue la coanimadora del programa de farándula Chocolate (Canal 13), junto a Jaime Coloma, Paulina Rojas y Fernanda Hansen.
En diciembre de 2007, lanzó el sencillo «Quiéreme siempre», incluido en su nuevo álbum. El sencillo fue presentado en Chocolate, Alfombra roja, e incluso en el programa que la lanzó a la fama: Rojo, fama contrafama, teniendo gran aceptación por el público, el tema comenzó a rotar en las radios a finales de ese año.
A principios de enero de 2008, lanzó un compilado de 12 temas, llamado Tal como soy, el cual fue lanzado solamente en Perú, siendo este un indicio de su internacionalización.
A mediados del año 2008, comienza la rotación de su segundo sencillo «Dime que se terminó» que tuvo muy buenos resultados en las radios románticas y lo presenta en "Rojo" despidiéndose del programa que llegó a su fin. 
Su nuevo videoclip fue grabado en la ex cárcel de Rancagua, con el tema "A donde fuiste tú a parar".
Finalmente el 29 de octubre, hizo un concierto en donde presentó su nuevo álbum, el cual se pudo encontrar en tiendas comerciales en el mes de diciembre debido a que su lanzamiento oficial fue junto a un Mp4 de la empresa "Daewoo", siendo una de las primeras artistas que implementa este nuevo plan de venta en Chile. El disco estuvo en disquerías el mes de enero.
Desde marzo de 2009, participa en el programa Todos a coro de la cadena estatal chilena donde cumple el rol de "Directora del Coro de los Futbolistas".
Además participa como futbolista del Club Deportivo Palestino femenino que participa en la Primera División de fútbol femenino de Chile desde el 2009.
En 2010, se integra como actriz a la serie juvenil BKN de MEGA, en donde interpreta a la profesora de canto de algunos de los protagonistas.
Para 2011, se integra al programa juvenil Calle 7 donde es parte del jurado de la competencia artística. En este mismo año, graba el tema principal para el programa del mismo canal Dime por qué? Al año siguiente, realiza la canción central de la telenovela chilena La Doña, titulada «La Quintralada», compuesta en 1979 por Florcita Motuda y popularizada en los años 1980 por Patricia Maldonado, que en esta ocasión fue producida por Juan Andrés Ossandón.
El 9, 10 y 11 de octubre de 2014 hace el lanzamiento oficial de su octavo disco En movimiento, en la Sala SCD Vespucio, junto a Mon Laferte y Carolina Soto.
Ya en 2018, se integra a la nueva edición de Rojo, titulado Rojo, el color del talento como entrenadora de canto en la primera generación y como jurado en la segunda generación.

### Conductora de Zona Latina
Sin abandonar la conducción de Conectados en la señal internacional de TVN, Pereyra se unió en noviembre de 2017 al canal de cable Zona Latina para conducir Concuerdas conmigo, un programa de entrevistas a reconocidos músicos nacionales.
En el verano de 2018 se sumó al matinal de Zona Latina, Sabores, junto a Mario Velasco y la periodista Victoria Walsh. De esta manera, se transformó en uno de los rostros estables del canal de cable.

## Discografía

### Álbumes de estudio
- 1990: Voy al frente (En Argentina)[23]
- 1993: Confidencias (En Argentina)
- 2001: Estar contigo (En Argentina)
- 2003: Dedicado
- 2004: Esa luz
- 2005: María Jimena... y más
- 2008: Por dejar que pasara el amor
- 2012: María Jimena Pereyra
- 2014: En movimiento

### EP y otras ediciones
- 2004: El precio que tiene el amor[23]
- 2007: Mi vida en canciones
- 2008: Tal como soy

### Colaboraciones
- 2004: Marinero en tierra, vol. 2 (Tributo a Pablo Neruda, poema "Tu risa")[23]

## Vida personal
Pereyra es abiertamente lesbiana. El 28 de febrero de 2018, firmó la unión civil en la ciudad chilena de Coquimbo, junto a su pareja Tania García, con quien mantenía una relación sentimental de cuatro años.

## Televisión
María Jimena Pereyra ha realizado diversos trabajos en la televisión chilena pasando por la música, actuación y la animación en diferentes canales de televisión.
| Año            | Programa                   | Medio de Comunicación | Rol                     |
| -------------- | -------------------------- | --------------------- | ----------------------- |
| 1994           | Chances                    | Tv Argentina          | Actriz                  |
| 2002-2006      | Rojo fama contrafama       | TVN                   | Cantante (participante) |
| 2005           | Corre video                | TVN                   | Conductora              |
| 2006           | Video recargado            | TVN                   | Conductora              |
| 2007           | Alfombra roja              | Canal 13              | Panelista               |
| 2007           | Cantando por un sueño      | Canal 13              | Entrenador              |
| 2007           | Chocolate                  | Canal 13              | Conductora              |
| 2009           | Todos a coro               | TVN                   | Entrenador              |
| 2010           | BKN                        | Mega                  | Actriz                  |
| 2011           | Calle 7                    | TVN                   | Jurado                  |
| 2010- presente | Conecta2                   | TV Chile              | Conductora              |
| 2017-2021      | Concuerdas Conmigo         | Zona Latina           | Conductora              |
| 2017-presente  | Sabores                    | Zona Latina           | Panelista               |
| 2018-2019      | Rojo, el color del talento | TVN                   | Entrenador / Jurado     |
| 2018           | Experiencia rojo           | TVN                   | Conductora              |